# Zippo, mù tạt và em
Zippo, mù tạt và em là một bộ phim truyền hình được thực hiện bởi Trung tâm Phim truyền hình Việt Nam, Đài Truyền hình Việt Nam do Trọng Trinh và Bùi Tiến Huy làm đạo diễn. Phim phát sóng vào lúc 21h00 thứ 4, 5 hàng tuần bắt đầu từ ngày 30 tháng 6 năm 2016 và kết thúc vào ngày 2 tháng 11 năm 2016 trên kênh VTV3.

## Nội dung
Zippo, mù tạt và em xoay quanh mối tình tay ba giữa Lam, Huy và Sơn. Khi còn trẻ, Sơn đã đem lòng yêu Lam nhưng cô lại không hề bày tỏ tình cảm với anh. Điều này vô tình động chạm đến Huy – vốn là bạn thân của Sơn, và quyết tâm sẽ tán đổ Lam bằng được rồi đá cô. Tuy nhiên mọi chuyện sau đó lại thay đổi khi cả hai bắt đầu rung động với đối phương, điều cũng vô tình gây tổn thương lên Huy. Một bước ngoặt sau đó đã xảy đến khiến ba con người này phải rời xa nhau. 6 năm sau họ lại bất ngờ gặp lại với những ngổn ngang trong thâm tâm về mối tình khi xưa cũ...

## Diễn viên

### Diễn viên chính
- Hồng Đăng trong vai Huy[4]
- Lã Thanh Huyền trong vai Lam[4]
- Mạnh Trường trong vai Sơn[4]
- Phạm Anh Tuấn trong vai Huy (lúc trẻ)[5]
- Nhã Phương trong vai Lam (lúc trẻ)[5]
- Bình An trong vai Sơn (lúc trẻ)[5]
- Minh Hương trong vai Hoài[4]
- Kiều My trong vai Hoài (lúc trẻ)
- Trọng Nhân trong vai Duy[4]
- Vinh Kiên trong vai Duy (lúc trẻ)[5]
- Vân Hugo trong vai Mai[4]
- Hoàng Hạnh trong vai Mai (trẻ)

### Diễn viên phụ
- Vân Anh trong vai Thanh
- Việt Anh trong vai Quân
- Quế Hằng trong vai Mẹ Sơn
- Huyền Trang trong vai Dì Vân
- Viết Liên trong vai Bố Lam
- Trọng Trinh trong vai Bố Huy
- Nguyệt Hằng trong vai Mẹ Huy
- Hải Anh trong vai Sếp Lục
- Thanh Hương trong vai Diễm
- Kiên Hoàng trong vai Phúc

Cùng một số diễn viên khác...

## Nhạc phim
| Danh sách nhạc phim theo thứ tự xuất hiện | Danh sách nhạc phim theo thứ tự xuất hiện | Danh sách nhạc phim theo thứ tự xuất hiện    | Danh sách nhạc phim theo thứ tự xuất hiện | Danh sách nhạc phim theo thứ tự xuất hiện |
| STT                                       | Nhan đề                                   | Sáng tác                                     | Nghệ sĩ                                   | Thời lượng                                |
| ----------------------------------------- | ----------------------------------------- | -------------------------------------------- | ----------------------------------------- | ----------------------------------------- |
| 1.                                        | "Anh vẫn nhớ em"                          | Lê Anh Dũng                                  | Phạm Quốc Huy                             | 4:30                                      |
| 2.                                        | "Thôi"                                    | Tiên Tiên                                    | Giang Hồng Ngọc                           | 4:57                                      |
| 3.                                        | "Quay lại"                                | Trang Pháp, Hòa âm phối khí: Dương Khắc Linh | Trang Pháp                                | 3:42                                      |

## Đón nhận
Dù nhận được nhiều phản ứng tích cực từ khán giả với lối diễn xuất và cốt truyện độc đáo mới mẻ, tại thời điểm chuyển giao giữa hai dàn diễn viên khác nhau, phim đã bị nhiều khán giả nhận xét là "nhạt" và "lòng vòng" khi mối tình tay ba giữa ba nhân vật chính ngày càng đi vào bế tắc và không có hồi kết. Nhất là khi phim dần đi đến những tập cuối cùng, nhiều người xem đã có những phản ứng tiêu cực vì họ quá thất vọng khi thấy những nhân vật mình yêu quý bỗng dưng thay đổi tính cách và trở nên luẩn quẩn, khó hiểu.

## Giải thưởng
| Năm  | Giải thưởng         | Hạng mục                     | (Người) đề cử       | Kết quả        | Tham khảo     |
| ---- | ------------------- | ---------------------------- | ------------------- | -------------- | ------------- |
| 2017 | Giải Cánh diều 2016 | Phim truyện truyền hình      | —                   | Cánh diều vàng | [ 8 ]         |
| 2017 | Giải Cánh diều 2016 | Đạo diễn xuất sắc            | Trọng Trinh         | Đoạt giải      | [ 8 ]         |
| 2017 | Giải Cánh diều 2016 | Đạo diễn xuất sắc            | Bùi Tiến Huy        | Đoạt giải      | [ 8 ]         |
| 2017 | Giải Cánh diều 2016 | Quay phim xuất sắc           | Nguyễn Hoàng Phương | Đoạt giải      | [ 8 ]         |
| 2017 | Giải Cánh diều 2016 | Quay phim xuất sắc           | Trần Kim Vũ         | Đoạt giải      | [ 8 ]         |
| 2017 | Giải Cánh diều 2016 | Nam diễn viên chính xuất sắc | Hồng Đăng           | Đoạt giải      | [ 8 ]         |
| 2017 | Giải Cánh diều 2016 | Nữ diễn viên chính xuất sắc  | Lã Thanh Huyền      | Đoạt giải      | [ 8 ]         |
| 2017 | Giải Cánh diều 2016 | Nữ diễn viên phụ xuất sắc    | Minh Hương          | Đoạt giải      | [ 8 ]         |
| 2016 | Ấn tượng VTV        | Diễn viên nữ ấn tượng        | Nhã Phương          | Đoạt giải      | [ 9 ]         |
| 2016 | Ấn tượng VTV        | Phim truyền hình ấn tượng    | —                   | Đoạt giải      | [ 9 ]         |
| 2016 | Ấn tượng VTV        | Diễn viên nam ấn tượng       | Hồng Đăng           | Đoạt giải      | [ 10 ]        |
| 2016 | Ấn tượng VTV        | Diễn viên nam ấn tượng       | Mạnh Trường         | Đề cử          | [ 10 ]        |
| 2017 | Giải Mai Vàng       | Nữ diễn viên truyền hình     | Nhã Phương          | Đoạt giải      | [ 11 ] [ 12 ] |
| 2017 | Giải Mai Vàng       | Phim truyền hình             | —                   | Đoạt giải      | [ 11 ] [ 12 ] |